# Microthamnium fabronia
Microthamnium fabronia là một loài Rêu trong họ Hypnaceae. Loài này được (Schwägr.) A. Jaeger mô tả khoa học đầu tiên năm 1878.